# Rhizenia

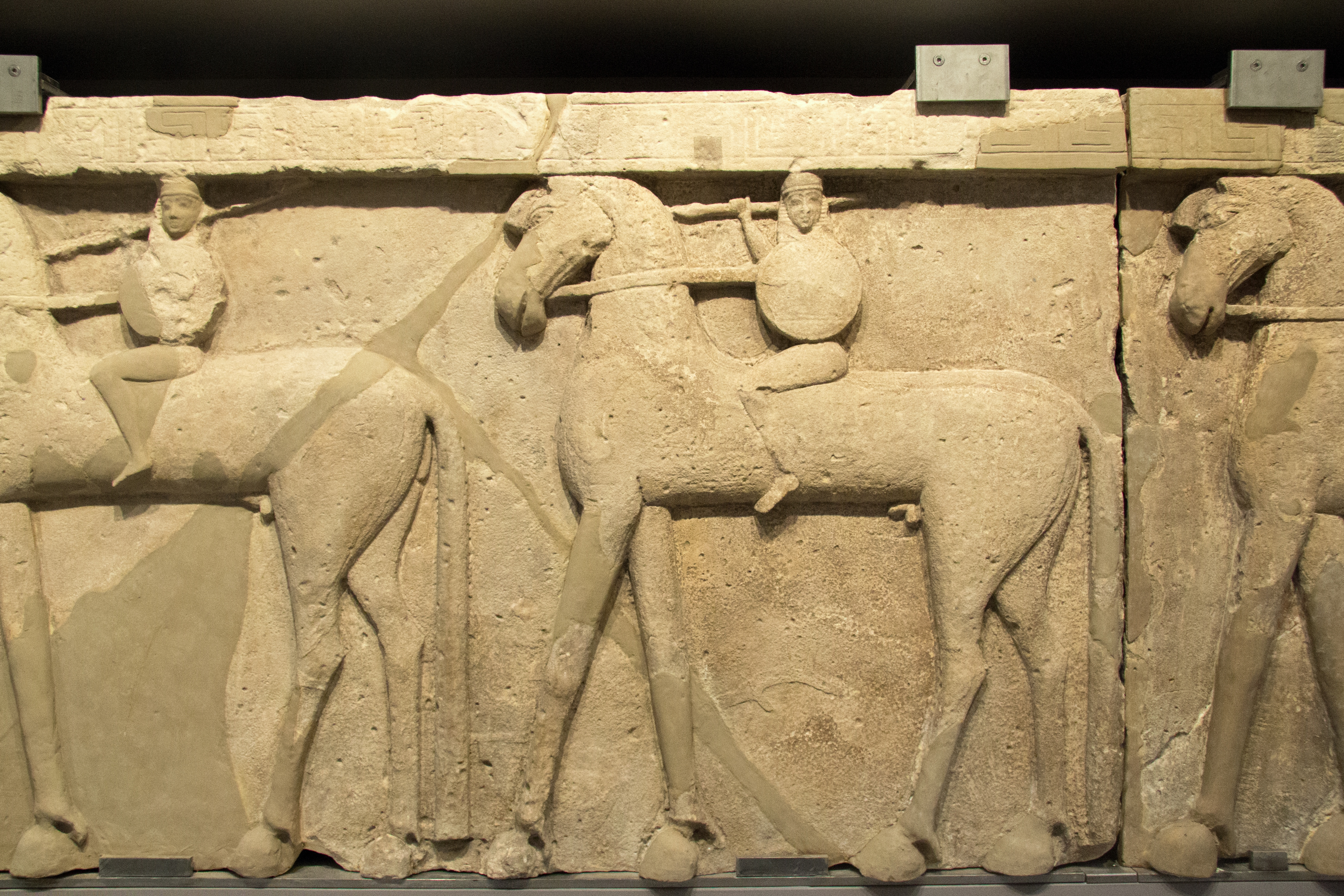
Fries mit Reiter aus dem Tempel der Stadt

Rhizenia (altgriechisch Ῥιζηνία) war ein antiker Ort auf Kreta, etwa auf halbem Weg zwischen Knossos und Gortyn, nahe dem modernen Dorf Prinias etwa 35 km südwestlich von Iraklion.
Rhizenias Blütezeit lag in archaischer Zeit, als es eigenständiger Stadtstaat war. Ab dem fünften Jahrhundert wurde die Stadt von Gortyn abhängig und verlor stark an Bedeutung.
Ausgrabungen fanden hier vor allem von 1906 bis 1908 unter italienischer Leitung statt. Bemerkenswert war der Fund einiger archaischer Tempel, die in das 7. Jahrhundert v. Chr. datiert werden konnten. Tempel A war möglicherweise der Rhea geweiht. Es fanden sich Relieffriese mit der Darstellung von Reitern, Hirschen, Panthern sowie zwei Figuren sitzender Gottheiten. Die Werke befinden sich heute im Museum von Iraklio. Im 3. Jahrhundert wurde bei der Stadt eine Festung erbaut, in der viele archaische Grabsteine als Spolien Verwendung fanden. Es fanden sich Friedhöfe mit Tholosgräbern.